# QRT (기업)
QRT 주식회사는 대한민국의 반도체 및 전장부품 신뢰성 분석 기업이다.

## 역사
2014년에 SK하이이엔지의 QRT사업부에서 분할하여 설립되었다.
2022년 상장 후 1달만에 1주당 2주를 배정하는 무상증자를 하였다

### 내용주
1. ↑  주관사를 미래에셋증권으로 공모가 44,000원에 코스닥 시장에 상장